# Rance (navire)
Pour les articles homonymes, voir Rance.
Le BSS Rance (indicatif visuel A618) était un bâtiment de soutien santé de la marine militaire française. C'était le quatrième d'une série de 5 unités, destinées au soutien logistique de force navale, avec le Rhône, le Rhin, la Garonne et la Loire.

## Historique
La Rance fut initialement destinée à la sécurité radiologique du Centre d'expérimentation du Pacifique (C.E.P.) lors des tirs nucléaires expérimentaux dans les Tuamotus (Océan Pacifique).
En 1976, la Rance fut réaffectée comme bâtiment de commandement du Centre d'entraînement de la flotte (CEF). Ses aménagements spécifiques (hôpital avec bloc chirurgical) lui permettant aussi de servir de bâtiment de soutien santé (BSS) mobile pour force navale.
Désarmée en 1997 et condamné la même année, la Rance à d'abord servi au mouillage de la base navale de Toulon. À partir de 2007 sa coque a servi de brise-lames à l'école de plongée de Saint-Mandrier. Le 11 avril 2016, elle a été déplacée dans la rade de Toulon, l'état de du flotteur se dégradant fortement. la vieille coque été remplacée dans son rôle de brise-lames par l'ancienne frégate anti-sous-marine Dupleix. En juin 2018, c'est le chantier Galloo de Gand en Belgique qui a remporté le marché pour la déconstruction de six navires dont les BSM Loire, Rhin, Rhône et le BSS Rance. Fin mai 2019 le vieux bâtiment a quitté la rade à l'aide d'un remorqueur pour prendre la direction de la Belgique en vue d'être démantelé.